# کوه رایتسون
کوه رایتسون (به انگلیسی: Mount Wrightson) یک کوه در ایالات متحده آمریکا است که در شهرستان سانتا کروز، آریزونا واقع شده‌است. کوه رایتسون ۲٬۸۸۲٫۲۲ متر بالاتر از سطح دریا واقع شده‌است.